# Most Likely You Go Your Way and I'll Go Mine
"Most Likely You Go Your Way and I'll Go Mine" é uma canção escrita pelo músico Bob Dylan e lançada em seu álbum de estúdio Blonde on Blonde, de 1966. A música foi lançada como single duas vezes durante sua carreira, uma vez em 1974, alcançando o 66º posição nos Estados Unidos e novamente em 2007, alcançando o 51º lugar no Reino Unido.

## Gravação
Gravada no Columbia Music Row Studios em Nashville, Tennessee, em 9 de março de 1966, apresentava os músicos de estúdio veteranos de Nashville, Wayne Moss, Charlie McCoy, Kenny Buttrey, Hargus "Pig" Robbins, Jerry Kennedy, Joe South, Bill Aikins e Henry Strzelecki, junto com Robbie Robertson. Prevalente na gravação estão o trompete, piano, guitarra, gaita, baixo, bateria e órgão eletrônico.

## Música e letras
A música consiste em três versos com uma ponte após o segundo verso. É concebida no estilo blues com um ritmo moderado. As letras falam de um homem que se cansou de constantemente adivinhar os sentimentos de sua namorada e vai seguir em frente com sua vida, em vez de continuar lutando contra a imprevisibilidade de sua namorada. A música apresenta um sentimento de mudança e movimento que foi uma das marcas registradas da década de 1960. Esta música tem uma batida de balanço e é representativa n som do álbum como um todo.

## Apresentações ao vivo
"Most Likely You Go Your Way and I'll Go Mine" ganhou visibilidade significativa quando foi abertura frequente dos concertos e a música adicional durante a turnê de Bob Dylan e o The Band em 1974. Uma dessas performances foi incluída no final daquele ano como a primeira faixa do álbum ao vivo Before the Flood. Nesta versão, Dylan grita a última palavra de cada verso para dar ênfase, mas ele nem sempre fez isso durante a turnê. Lançada como single, alcançou a 66ª posição na Billboard Hot 100.

## Versão de 2007
Mark Ronson reformulou e mixou a música em promoção para o álbum de compilação Dylan, de 2007. Apesar de não aparecer no álbum, esta versão foi lançada como um single online. Um videoclipe da música está disponível no site oficial de Dylan. Esta versão também alcançou o 51º lugar no Reino Unido.